# 팻시 파슨스

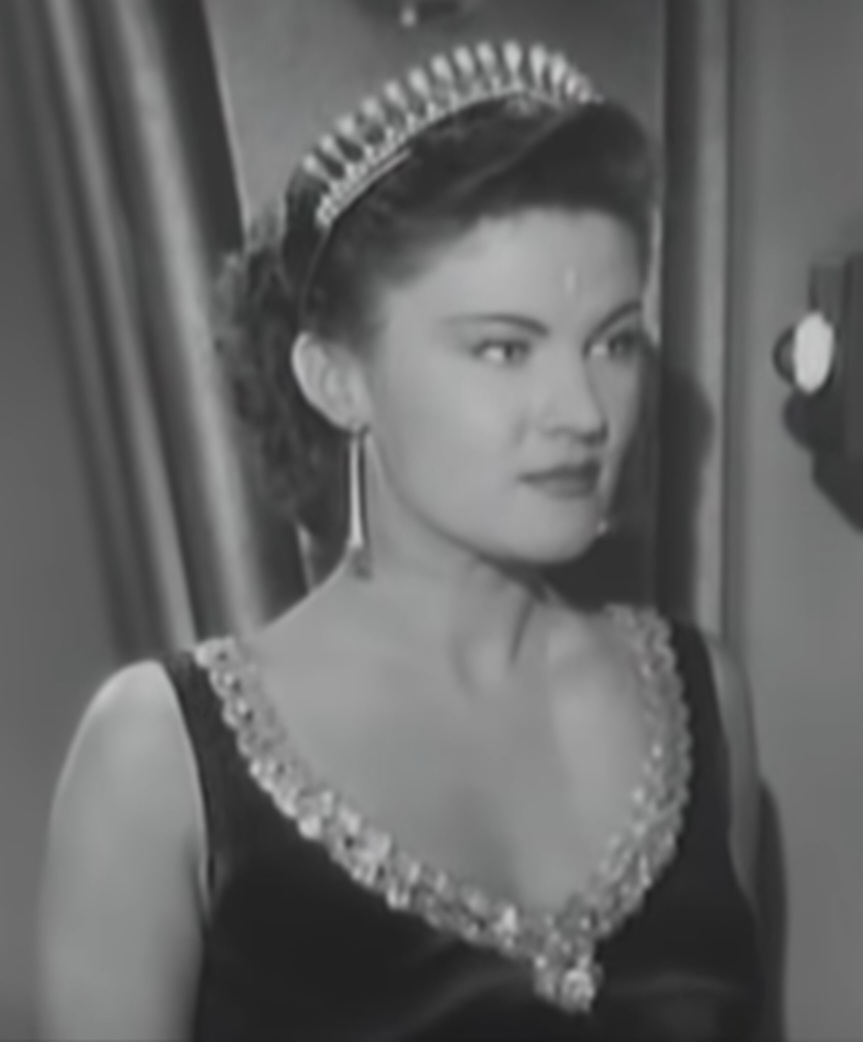

팻시 파슨스(Patsy Parsons, 1931년 6월 9일 ~ 2006년 10월 26일)는 미국의 배우, 텔레비전 배우, 영화배우이다.
파커즈버그에서 태어났다.

## 영화
- 록키 존스, 스페이스 레인저 (1954년)
- 캐디 (1953년)